# Chivy-lès-Étouvelles
 Chivy-lès-Étouvelles  là một xã ở tỉnh Aisne, vùng Hauts-de-France thuộc miền bắc nước Pháp.